# Rivals (Magic)
Rivals Quick Start Set, o solo Rivals per comodità, denominato nell'edizione italiana Set introduttivo per due giocatori, è un set di carte introduttivo del gioco di carte collezionabili Magic: l'Adunanza, edito da Wizards of the Coast, in vendita nei negozi dal 1996.

## Caratteristiche
Rivals è un cofanetto contenente due mazzi precostruiti da 60 carte ciascuno, uno utilizza la magia bianca nera e verde, e l'altro quella blu nera e rossa.
In totale il set si compone di 67 differenti carte, stampate a bordo bianco, così ripartite:
- per colore: 7 bianche, 8 blu, 14 nere, 9 rosse, 9 verdi, 5 incolori, 15 terre.

Tutte le carte di questo set sono già state stampate in precedenti espansioni, ed essendo i mazzi predeterminati, la rarità delle singole carte è determinata dalla rarità che avevano quando sono apparse nei precedenti set di espansione del gioco.
Le carte non hanno un simbolo di espansione, perciò l'unico modo per distinguerle dalle carte di altri set è guardare l'anno del copyright (1996) abbinato al bordo bianco delle carte stesse. È inoltre impossibile distinguere la rarità delle singole carte, sebbene relativa.
Rivals contiene anche 10 carte speciali pubblicitarie o di esplicamento delle regole. Inoltre ogni cofanetto contiene una guida per giocare due partite guidate passo per passo.
L'originale versione di Rivals per il mercato statunitense conteneva due carte in meno, ed è uscita nel 1995, e questo rende estremamente difficile distinguerne le carte da quelle della Quarta Edizione del set base. Le successive versioni sono state stampate per il mercato europeo, asiatico e sudamericano in inglese, francese, italiano, spagnolo, tedesco e giapponese. Queste versioni non vennero più denominate "Rivals", ma di fatto sono le versioni tradotte dello stesso set.
Esiste anche una versione del cofanetto con gli inserti di regole in danese, ma le carte sono in inglese.
Esiste anche una versione speciale dei set in inglese, francese, tedesco e giapponese, che conteneva in più due bustine dell'espansione Origini nella lingua appropriata. La versione giapponese conteneva invece due bustine della Quarta Edizione del set base.